# Магнітоакустична емісія
Магнітоакустична емісія (МАЕ) — сукупність акустичних коливань, що виникають в феромагнетику при перемагнічувані.

## Загальні відомості
При дослідженні перемагнічування феромагнетиків розрізняють електромагнітний ефект Баркгаузена і акустичну емісію Баркгаузена (магнітоакустична емісія). До того ж магнітоакустична емісія не завжди супроводжується стрибками Баркгаузена і, навпаки, стрибки Баркгаузена не завжди супроводжуються магнітоакустичною емісією. Джерелом магнітоакустичної емісії при перемагнічувані феромагнетиків, за сучасними уявленнями, є локальні ділянки магнетострикційних деформацій, що відбуваються при перебудові доменних меж. Виникаючі пружні коливання мають досить широкий діапазон частот і можуть бути зареєстровані за допомогою п'єзоперетворювачів.

## Історія питання
У 1919 році в Німеччині Баркгаузеном було виявлено стрибкоподібна зміна намагніченості феромагнетика. При цьому в котушці, намотаній на зразок індукувались імпульси ЕРС. Цей ефект отримав назву ефект Баркгаузена. У 1924 році Хіпс виявив, що при перемагнічувані феромагнетика, крім стрибків ЕРС в намотаній на зразок котушки, відбувається утворення акустичного шуму. В результаті чого, кожен стрибок є джерелом механічних коливань всього зразка. Це явище отримало назву магнітоакустичної емісії і пояснювалося тим, що магнітострикція в зразку також змінювалася стрибкоподібно. Про цей ефект практично забули до 1974 року, поки для реєстрації акустичних шумів не почали використовувати п'єзокерамічні перетворювачі на основі цирконат-титанату-свинцю. Був проведений цілий ряд експериментів по можливості використання ефекту магнітоакустичної емісії для неруйнівного контролю. З'ясувалась його чутливість до змін структурного і напружено-деформованого стану феромагнітного матеріалу. На відміну від електромагнітного ефекту Баркгаузена, що дозволяє досліджувати тільки поверхню зразка, магнітоакустична емісія несла інформацію про перебудову доменної структури з усього перемагнічуваного об'єму.

## Практичне застосування
Найбільше застосування метода магнітоакустичної емісії знайшов в дефектоскопії. На основі численних експериментів з'ясувалося, що явище магнітоакустичної емісії пов'язано з двома процесами: зміщення доменних меж та обертання векторів магнітних моментів. При необоротних зсувах непарних доменних меж відбувається магнітострикційна деформація, яка також відбувається стрибкоподібно. У роботах докладно вивчений зв'язок магнітоакустичної емісії з поведінкою магнітної доменної структури. Показано, що параметри МАЕ відображають процеси, пов'язані з перебудовою магнітних доменів, і мають високу чутливість до кристалографічної орієнтації матеріалу. Дослідження проводилися на монокристалах кобальту у вигляді дисків і на монокристалах кремнистого заліза у вигляді смужок. Характерно як для смужок, так і для дисків відсутність пропорційного зв'язку між величинами сигналів МАЕ і значеннями лінійних магнітострикцій, виміряних уздовж відповідних кристалографічних напрямків. В області малих полів, де перемагнічування здійснюється переважно зміщенням доменних меж, параметри МАЕ лінійно пов'язані з результуючою магнітострикцією, яка виражена сумою лінійних магнітострикцій різних кристалографічних напрямків або їх проєкцією на напрямок, паралельний або перпендикулярний магнітному полю, і відображають процеси, пов'язані з перебудовою непарних доменів у всьому об'ємі монокристалів. Зі збільшенням внеску процесів обертання лінійність між МАЕ і магнітострикціями порушується, що необхідно враховувати при аналізі магнітного стану феромагнетиків, що проводиться з використанням параметрів магнітоакустичної емісії.